# Paweł Abratkiewicz

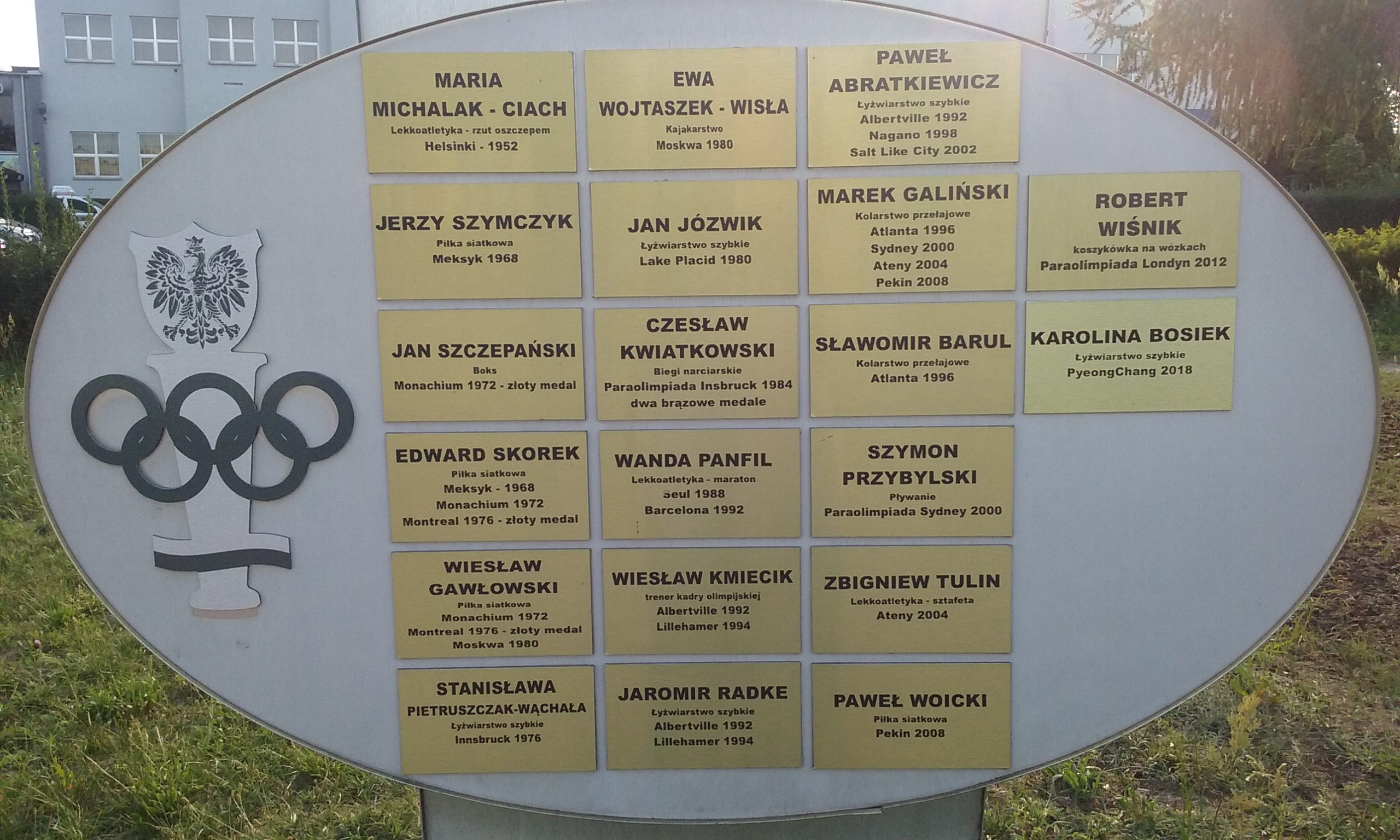
Paweł Abratkiewicz na tablicy upamiętniającej olimpijczyków z Tomaszowa Mazowieckiego na skrzyżowaniu ulicy lekkoatletki Wandy Panfil z rondem Tomaszowskich Olimpijczyków

Paweł Abratkiewicz (ur. 10 czerwca 1970 w Opocznie) – polski panczenista i trener sportowy specjalizujący się w krótkich (sprint) i średnich dystansach, olimpijczyk, wielokrotny mistrz Polski. Przez większość życia związany z klubem Pilica Tomaszów Mazowiecki.

## Kariera sportowa
Karierę rozpoczął 22 marca 1987 od udziału w łyżwiarskim II Maratonie Walterowskim, upamiętniającym gen. Karola Świerczewskiego. Został wielokrotnym mistrzem i rekordzistą Polski oraz trzykrotnym olimpijczykiem (Albertville 1992, Nagano 1998, Salt Lake City 2002). Po zakończeniu występów sportowych (w sezonie 2004/2005) zajął się działalnością szkoleniową.

## Wyniki
23-krotny mistrz Polski: na 500 m (1991, 1993, 1998-2001), 1000 m (1991-1993, 1998-2001), 1500 m (1990, 1992), 5000 m (1992) i w wieloboju sprinterskim (1991-1993, 1998-2001)
3-krotny wicemistrz Polski: na 500 m (1990) i 1500 m (2000, 2001).
Uczestnik MŚ: wielobój sprint., 1992 Oslo: 14 m., 1998 Berlin: 11 m., 1999 Calgary: 12 m., 2000 Seul: 11 m., 2001 Inzell: 23 m.; dystanse 1998 Calgary: 9 m. (500 m), 1999 Heerenveen: 6 m. (500 m), 5 m. (1000 m), 2000 Nagano: 12 m. (500 m), 2001 Salt Lake City: 13 m. (500 m), 15 m. (1000 m).
Uczestnik PŚ: 1990: 5. (1000 m), 1999: 7 m. (1000 m).
2-krotny rekordzista Polski: 1000 m – 1.09,87 (2001), wielobój sprinterski – 141,530 (2001).

### Rekordy życiowe
- 500 m – 35,31 (10 marca 2001 Salt Lake),
- 1000 m – 1:09,87 (11 marca 2001 Salt Lake),
- 1500 m – 1:52,93 (25 listopada 2000 Heerenveen),
- 3000 m – 4:15,37 (26 marca 1989 Medeo),
- 5000 m – 7:23,07 (4 stycznia 1990 Inzell),
- wielobój mały (500, 1000, 1500, 5000 m) – 167,688 (27 marca 1989, Medeo),
- wielobój sprinterski – 141,355 (12 stycznia 2003, Salt Lake City).

## Trener
Był m.in. trenerem akademickiej reprezentacji Polski w łyżwiarstwie szybkim na Uniwersjadzie w Harbinie w 2009 roku.
Przez kilka lat był członkiem sztabu trenerskiego polskiej reprezentacji panczenistek, która na igrzyskach olimpijskich w Vancouver w 2010 roku zdobyła w biegu drużynowym brązowy medal.
Od 2011 roku do 2022 był jednym z trenerów reprezentacji Rosji w łyżwiarstwie szybkim. Miał pod swoją opieką zawodniczki występujące w sprincie i w biegach na średnich dystansach – Olgę Fatkulinę, Jekatierinę Szichową, Jekatierinę Łobyszewą i Nadieżdę Asijewą. Po zdobyciu dwóch medali na mistrzostwach świata – jedna z jego wychowanek – Olga Fatkulina podkreśliła, że jej osiągnięcia są w dużym stopniu zasługą Abratkiewicza. Ta sama zawodniczka zdobyła srebrny medal na olimpiadzie w Soczi (2014 r.) na dystansie 500 metrów (czas pierwszego biegu: 37,57, czas drugiego biegu: 37,49; nota łączna: 75,060).
W kwietniu 2022 roku został trenerem głównym polskiej kadry narodowej w łyżwiarstwie szybkim.

## Życie prywatne
Jest absolwentem Technikum Samochodowego w Tomaszowie Mazowieckim. Jest żonaty, ma dwoje dzieci.

## Odznaczenia i wyróżnienia
- Krzyż Kawalerski Orderu Odrodzenia Polski – 2010[10][11].